# Montserrat Baixas i Castellví
Montserrat Baixas i Castellví (Barcelona, 1900 - ???) va ser una pintora i aquarel·lista catalana activa a Barcelona a partir dels anys vint del segle xx.

## Biografia
Com tots els seus germans, Montserrat Castellví es va formar amb el seu pare, el pintor Joan Baixas i Carreté. La seva trajectòria pictòrica es va desenvolupar en un primer moment a Barcelona als anys vint i trenta del segle XX i es va centrar especialment en l’aquarel·la. Vinculada especialment a la Sala Parés, hi va exposar individualment com a mínim en dues ocasions i, de manera més continuada, ho va fer formant part de les mostres que anualment hi organitzava l'Agrupació d’Aquarel·listes de Catalunya. Així mateix, va prendre part també en una de les edicions de l’Exposició d’Art que organitzava la Junta Municipal d’Exposicions d'Art de Barcelona, l’any 1921, presentant-hi una aquarel·la de clavells.
La seva trajectòria presenta un buit fins als anys cinquanta, quan va exposar de manera més o menys continuada a la galeria Selecciones Jaimes de l'avinguda Diagonal de Barcelona.
Amiga de la també aquarel·lista Maria Solà Segalés, amb qui havia exposat en les exposicions de l’Agrupació d’Aquarel·listes els anys 1922 i 1923, l’any 1967 Montserrat Baixas va fer una donació per a la construcció del temple expiatori de la Sagrada Família en memòria seva.
Els seus germans Maria Concepció (1900), Josep Maria (1902) i Ignasi (1904) també es van dedicar a la pintura i, com ella, sobretot a la tècnica de l’aquarel·la.

## Exposicions

### Individuals
- 1922. Sala Parés[4][11]
- 1925. Sala Parés[12]

### Col·lectives
- 1921. Exposició d’Art de Barcelona, Palau de Belles Arts
- 1922. 8a exposició de l’Agrupació d’Aquarel·listes de Catalunya, Sala Parés
- 1923. 9a exposició de l’Agrupació d’Aquarel·listes, El Siglo
- 1929. 19a exposició de l’Agrupació d’Aquarel·listes, Sala Parés
- 1930. 20a exposició de l’Agrupació d’Aquarel·listes, Sala Parés
- 1931. 21a exposició de l’Agrupació d’Aquarel·listes, Sala Parés
- 1933. 23a exposició de l’Agrupació d’Aquarel·listes, Sala Parés
- 1953. Selecciones Jaimes
- 1954. Selecciones Jaimes
- 1956. Selecciones Jaimes
- 1961. Selecciones Jaimes
- 1981. Concurs Nacional d’Aquarel·la[2]